# Державний кордон Сирії

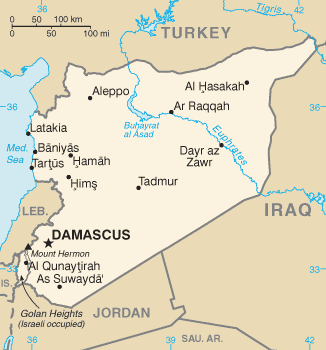
Карта Сирії

Державний кордон Сирії — державний кордон, лінія на поверхні Землі та вертикальна поверхня, що проходить по цій лінії, що визначають межі державного суверенітету Сирії над власними територією, водами, природними ресурсами в них і повітряним простором над ними.

## Сухопутний кордон
Загальна довжина кордону — 2363 км. Сирія межує з 5 державами. Уся територія країни суцільна, тобто анклавів чи ексклавів не існує.
Ділянки державного кордону
| Держава   | Ділянка         | Довжина (км) | Прикордонні регіони | Примітки |
| --------- | --------------- | ------------ | ------------------- | -------- |
| Ірак      | схід            | 599          |                     |          |
| Ізраїль   | південний захід | 83           |                     |          |
| Йорданія  | південь         | 379          |                     |          |
| Ліван     | захід           | 403          |                     |          |
| Туреччина | північ          | 899          |                     |          |

## Морські кордони
Сирія на заході омивається водами Середземного моря Атлантичного океану. Загальна довжина морського узбережжя 193 км. Згідно з Конвенцією Організації Об'єднаних Націй з морського права (UNCLOS) 1982 року, протяжність територіальних вод країни встановлено в 12 морських миль (22,2 км). Прилегла зона, що примикає до територіальних вод, в якій держава може здійснювати контроль необхідний для запобігання порушень митних, фіскальних, імміграційних або санітарних законів простягається на 24 морські милі (44,4 км) від узбережжя (стаття 33).

## Спірні ділянки кордону

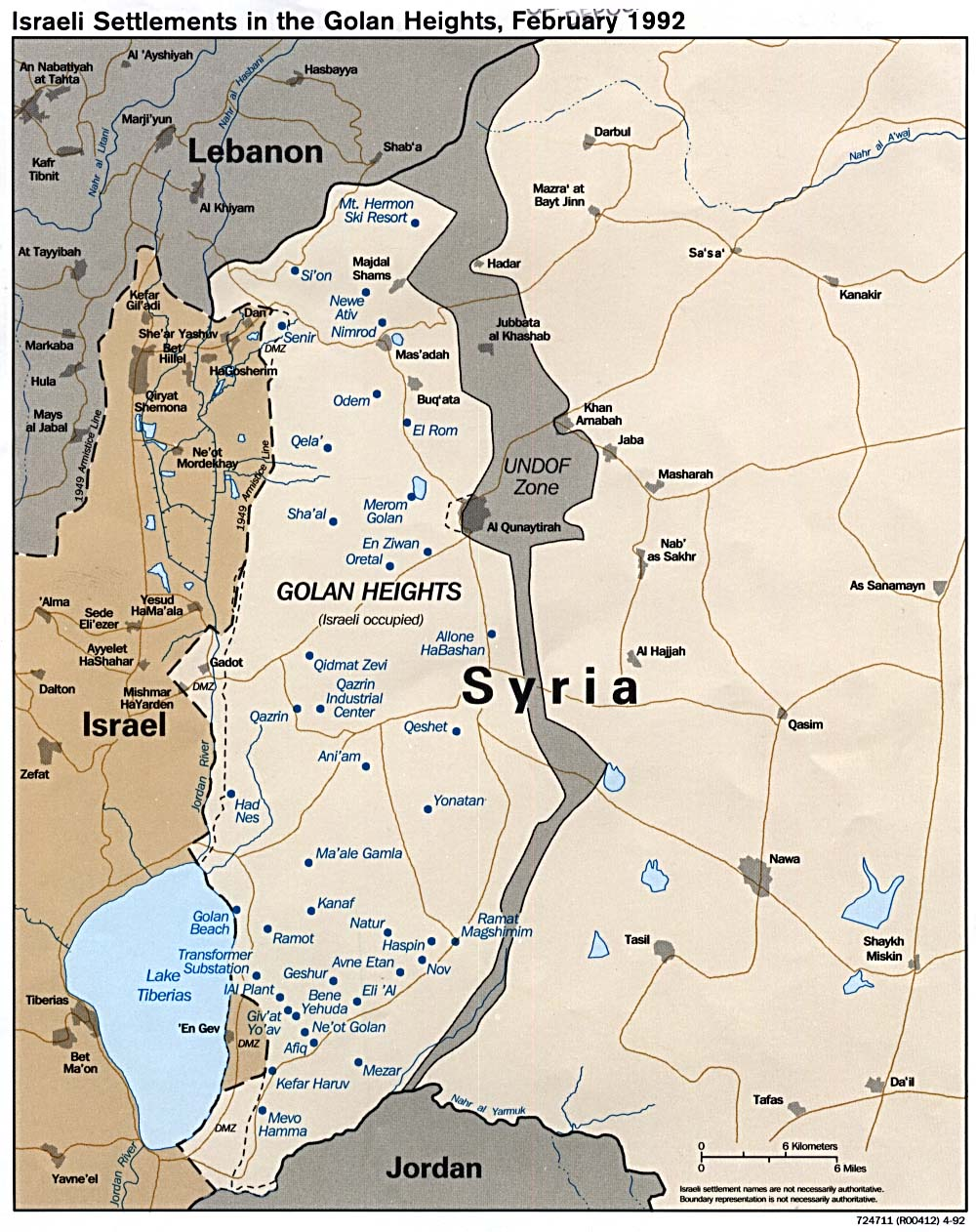
Голанські висоти